# 古托尔弗尔代
古托尔弗尔代，是匈牙利佐洛州所辖的一个村，总面积24.85平方公里，总人口1076，人口密度43.3人/平方公里（2010年1月1日）。